# Nowe Marcinkowo
Nowe Marcinkowo [ˈnɔvɛ mart͡ɕinˈkɔvɔ] (tiếng Đức: Neu Märtinsdorf) là một ngôi làng thuộc khu hành chính của Gmina Biskupiec, thuộc huyện Olsztyński, Warmińsko-Mazurskie, ở miền bắc Ba Lan. Nó nằm khoảng 4 kilômét (2 mi) phía tây nam Biskupiec và 27 km (17 mi) về phía đông của thủ đô khu vực Olsztyn.
Trước năm 1772, khu vực này là một phần của Vương quốc Ba Lan, 1772-1945 Phổ và Đức (Đông Phổ).